# Charles Chrétien Henri Marc
Pour les articles homonymes, voir Marc.
Charles Chrétien Henri Marc, né à Amsterdam le 4 novembre 1771 et mort à Paris le 12 janvier 1840, est un psychiatre (expert auprès des tribunaux) français du XIXe siècle.

## Biographie
Son père était allemand, sa mère néerlandaise. Il est un neveu du docteur Friedrich Marcus (de),,,.
En 1772 ses parents s’installent au Havre et y demeurent jusqu’en 1780. Il arrive à Paris en 1795.
Lorsque son père meurt, il s’installe définitivement à Paris avec sa mère, il se marie avec Claudine-Éléonore Moreau à Paris le 30 frimaire an VII (20 décembre 1798), et ils ont quatre enfants, ils vivent alors à Gentilly où leurs enfants naissent.
Il est premier médecin du roi Louis-Philippe en 1830 et est élu membre de l’Académie de Médecine.

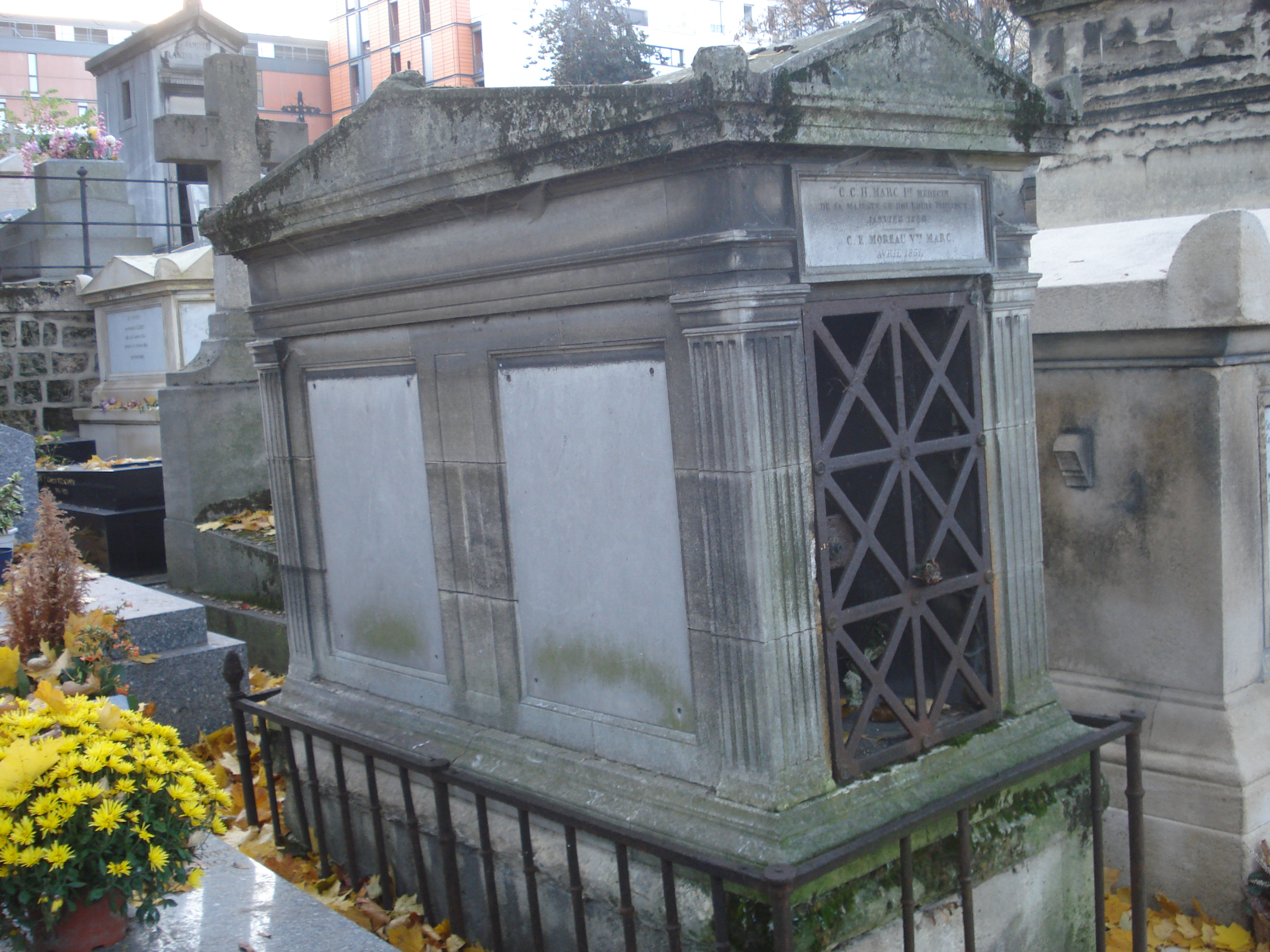
Tombe de Charles-Chrétien-Henri MARC - Cimetière Montmartre

En qualité d'expert auprès des tribunaux, Marc se fait connaître comme spécialiste des monomanies, concept qu'il a emprunté à Jean-Étienne Esquirol et qu'il continue à développer, en décrivant les symptômes de différentes formes d'obsessions. On lui doit également d'avoir précisé les concepts de « kleptomanie » et de  « pyromanie ». Il contribue régulièrement aux Annales d'hygiène publique et de médecine légale.
Il est inhumé au cimetière Montmartre, division 15, avec son épouse. Leur fille, Sophie-Éléonore Marc, est l'épouse du journaliste et homme politique Alexandre-Charles Rousselin Corbeau de Saint-Albin.

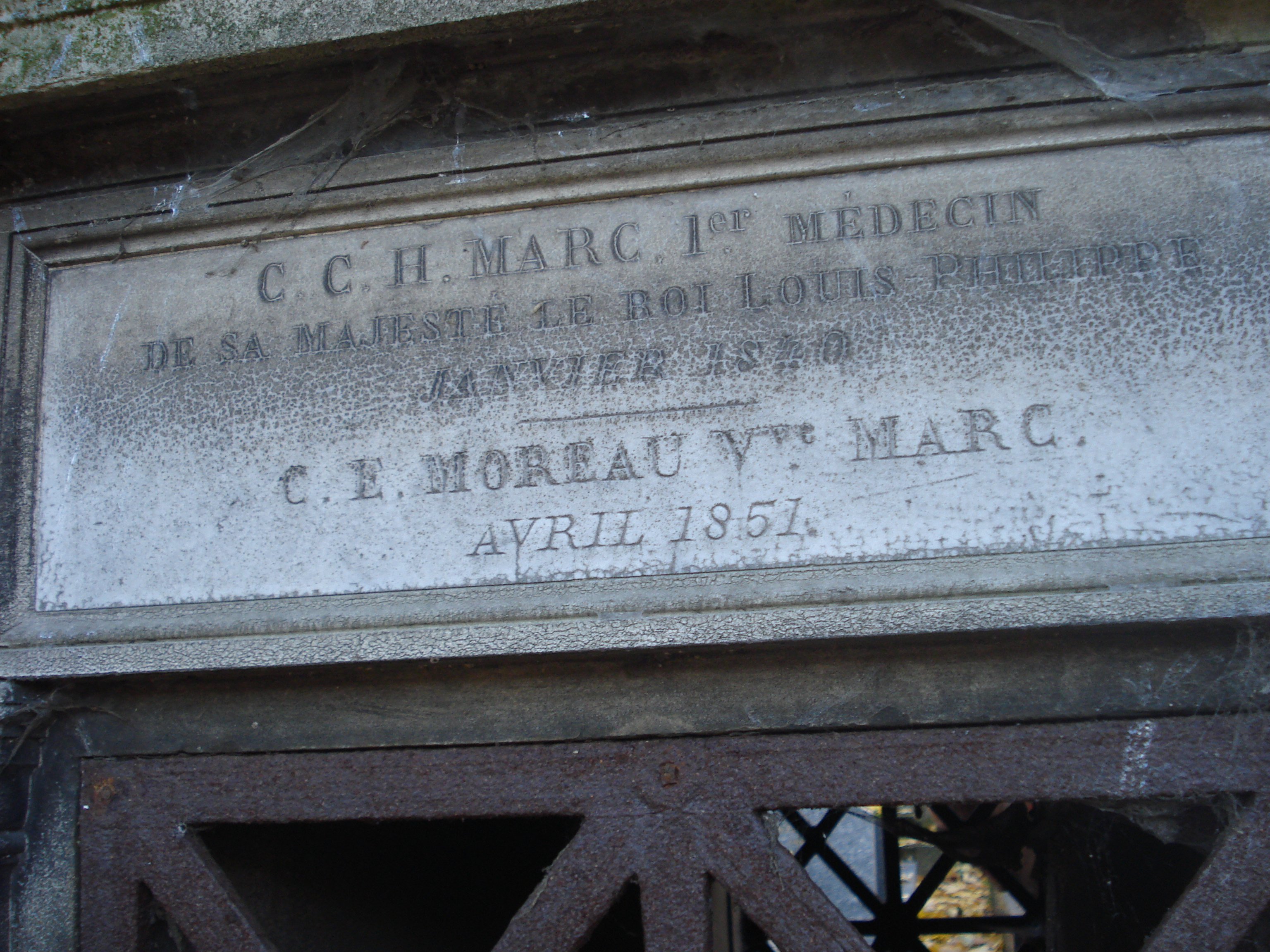
Tombe de Charles-Chrétien-Henri Marc - Cimetière Montmartre

## Œuvres
- Recherches sur l'emploi du sulfate de fer dans le traitement des fièvres intermittentes, Crochard, Paris, 1810, lire en ligne sur Gallica.
- Instructions relatives au choléra-morbus, [travail confié par la commission centrale de salubrité à une commission composée de MM. Pariset, Esquirol, Marc (rapporteur)], Bohaire, Paris, 1832, lire en ligne sur Gallica.
- De la folie considérée dans ses rapports avec les questions médico-judiciaires, J.B. Baillière, Paris, 1840,

1. Tome premier, lire en ligne sur Gallica
2. Tome deuxième, lire en ligne sur Gallica